# Palissandre
|  | No s'ha de confondre amb Pal de rosa. |

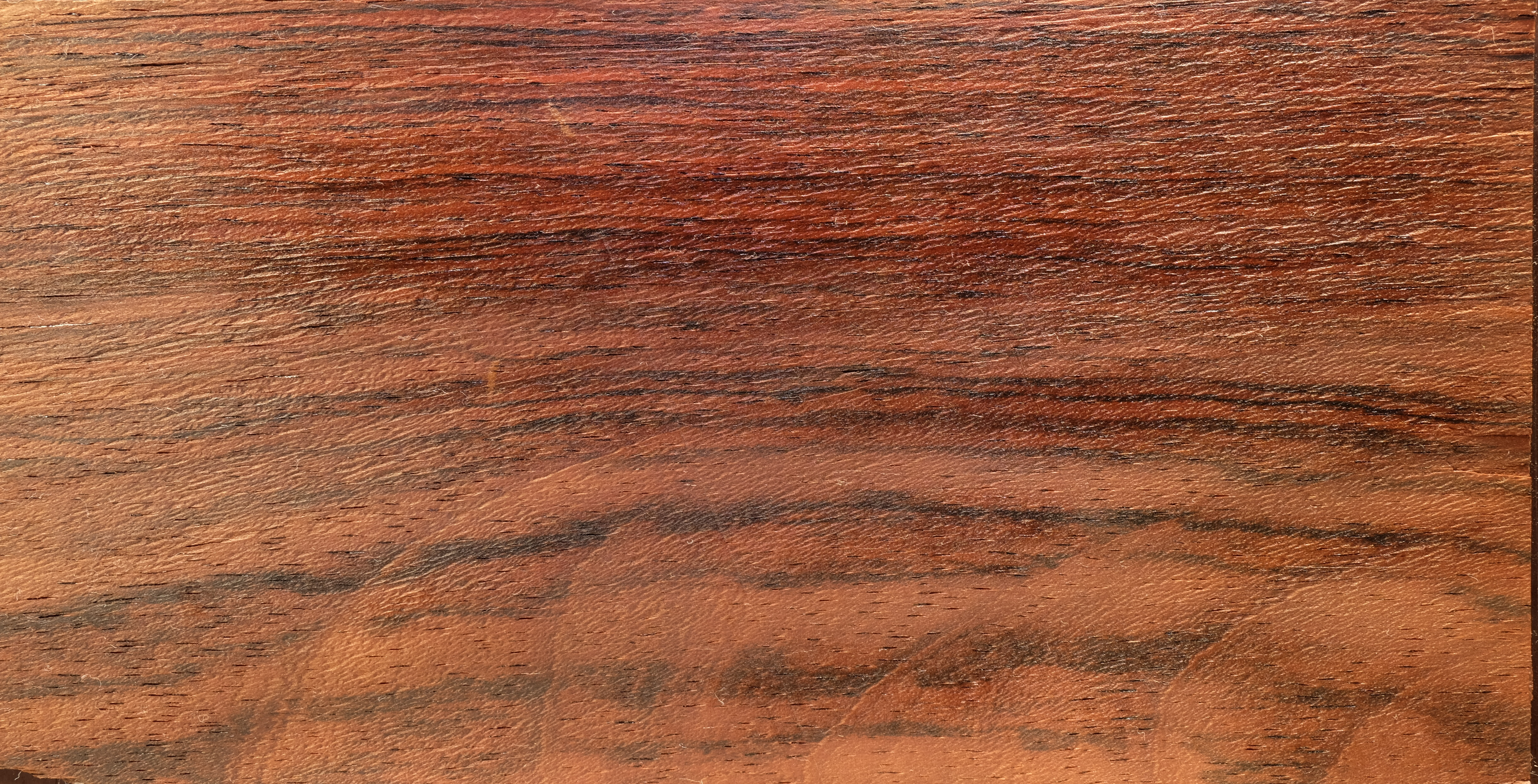
Palissandre de Rio.

El nom de palissandre inclou diferents espècies de fusta, del gènere Dalbergia (família Fabaceae), que creixen als tròpics, especialment al Brasil, l'Índia, Amèrica o Madagascar, entre les quals l'espècie més buscada és Dalbergia nigra anomenada a França "Palissandre de Rio" i al Brasil Jacaranda da Bahia (no relacionat amb el gènere Jacaranda). La seva densitat està entre 0,85 i 1,00, per la qual cosa amb prou feines flota

## Història
Les seves grans qualitats mecàniques, acústiques i estètiques les van convertir en unes fustes molt buscades a partir del segle xviii per fabricar mobles i instruments musicals d'alta gamma en particular (el fagot francès està fet de palissandre de Rio, el cos, els costats i el diapasó d'un gran nombre de guitarres, certs clarinets, clavilles, cordi i botó de certs violins, violes, violoncels)., contrabaixos, les pales de certs xilòfons i també les marimbes). També es troba sovint quenes (flauta andina) íntegrament en palissandre, o mixtes : cos de palissandre i cap d'os.
En general, les existències mundials són pobres per sobreexplotació. El palissandre està protegit a tot el món. En una cimera del comerç internacional de vida salvatge a Sud-àfrica, la Convenció sobre el comerç internacional d'espècies en perill d'extinció de fauna i flora silvestres (CITES) es va moure per protegir el producte salvatge més traficat del món posant les 300 espècies del palissandre sota restriccions comercials. A les reunions de la CITES de 2013, 2016 i 2019, es van llistar espècies de palissandres addicionals per a la seva protecció, provocant un auge del mercat a la Xina.

## Descripció

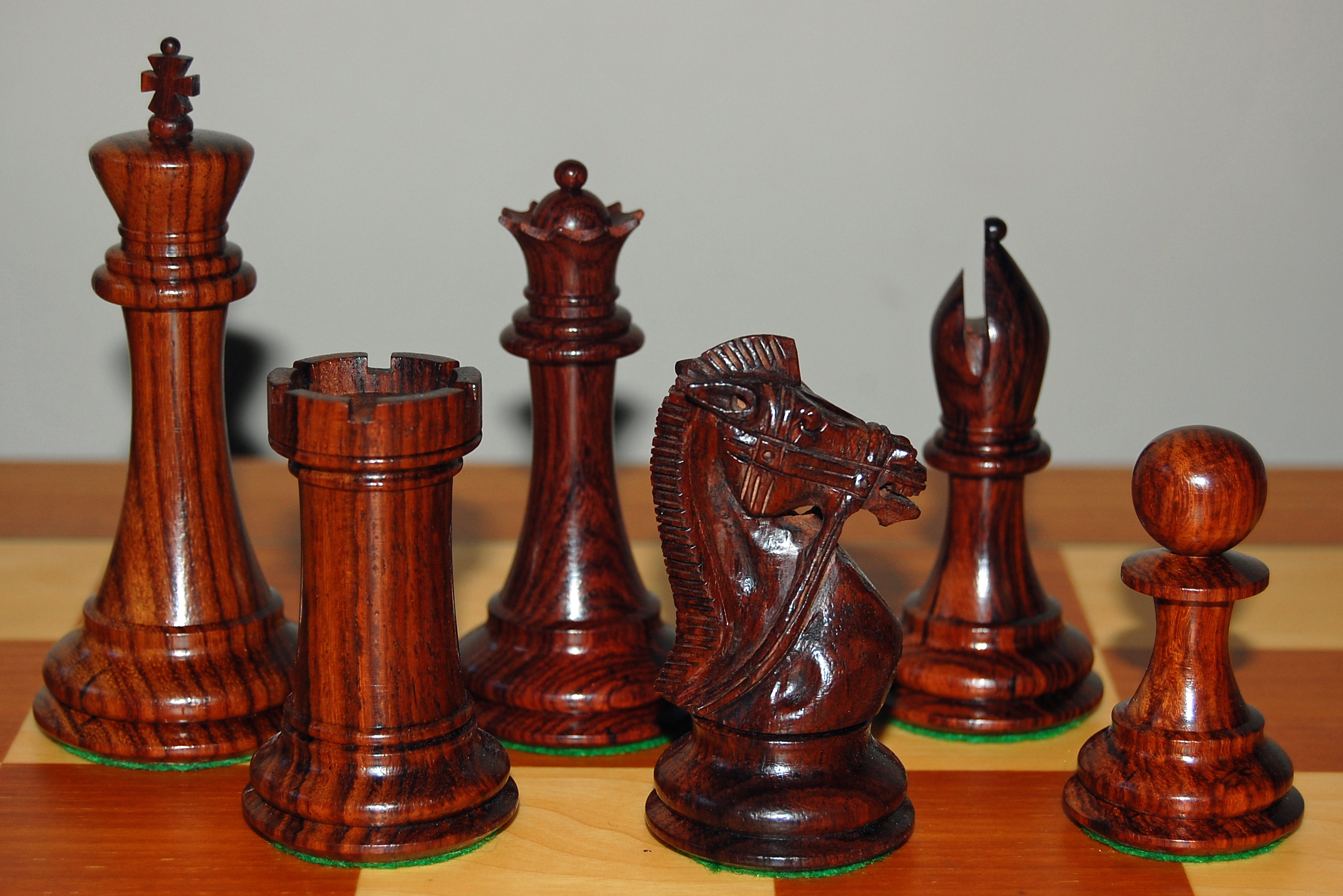
Joc d'escacs de palissandre Dalbergia latifolia.

Els palissandres són fustes molt denses, molt dures i resistents a la humitat i als insectes, que poden presentar diferents colors.
També és una fusta que s'utilitza sovint per fer escultures ja que, malgrat la seva solidesa, és bastant fàcil de tallar. Els jocs d'escacs de gamma alta solen estar fets de palissandre.
El comerç de palissandre de Rio, víctima de la sobreexplotació, està totalment prohibit per a tots els exemplars tallats després de 1992. La Dalbergia de Madagascar ha estat una espècie protegida des de llavors (març de 2013) i està sota embargament comercial internacional.
A causa del seu aspecte semblant encara que generalment més lleuger, l'espècie Caesalpinia ferrea rep el sobrenom de "Palo de rosa de Santos", encara que no és del gènere Dalbergia.

## Ús

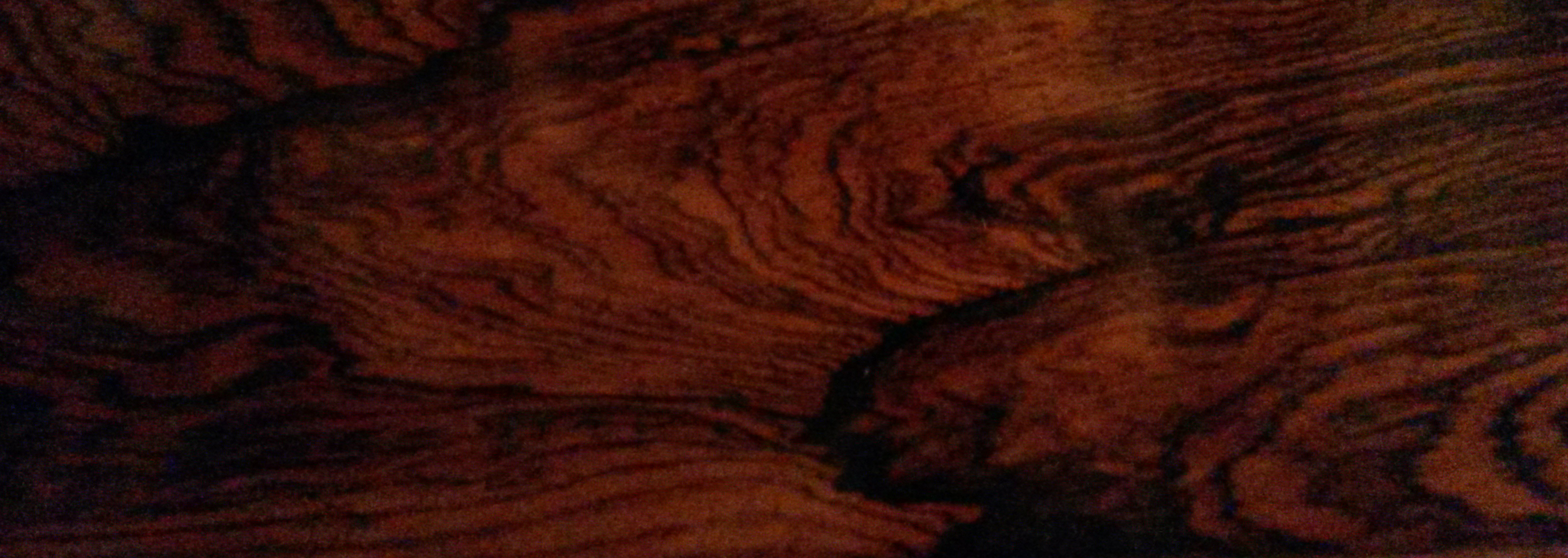
Una xapa de palissandre de Rio sobre un moble francès del segle XVIII

Com que el palissandre era molt car, es va utilitzar principalment en xapa de mobles des del segle XVII . a l'Europa occidental (tot i que es troben mobles de fusta massissa, sobretot en mobles anglesos). L'acabat és més sovint envernissat (amb un amortidor), cosa que posa de manifest els contrastos en la veta d'aquestes fustes fosques.
El diapasó dels mànecs de les guitarres elèctriques i acústiques és sovint de palissandre, mentre que molts altres instruments de corda, com el violí, utilitzen banús per al diapasó, més dur que el palissandre, però que requereixen un cert manteniment per evitar les esquerdes.